# 葛城哲哉
葛城 哲哉（かつらぎ てつや、1961年3月21日 - ）は、日本のギタリスト。ニックネームは葛G（カツジー）。

## 来歴
福岡県北九州市出身。埼玉県立熊谷高等学校卒業、筑波大学第三学群基礎工学類中退。
幼少の頃に始めたクラシックヴァイオリンが音楽との出会い。高校ではサッカー部に所属しキャプテンを務め、埼玉県国体代表に選出されるなど活躍していたが、高校3年の時に腰の靱帯を切断したためサッカーを断念。その後筑波大学に進学し、本格的にギターを始め、1983年に「ヤマハEastWest」で入賞する。プロ活動を開始し、1986年にT.V.としてデビュー。
1989年の解散後、TMNのアルバム『RHYTHM RED』のレコーディングに是永巧一の紹介で参加し、翌年に行われた「RHYTHM RED TMN TOUR」から、松本孝弘に代わりサポート・ギタリストを務め、現在に至るまでTM NETWORKには欠かせない存在として活動。また、コーラスや一部楽曲ではボーカルも担当し、『RHYTHM RED』収録の「TENDER IS THE NIGHT」ではサビの部分を、クリスマス楽曲「DREAMS OF CHRISTMAS」では2番のBメロのボーカルを担当している。
その傍ら、渡辺美里、浅倉大介、access、T.M.Revolution、黒田倫弘、SOUL'd OUT等のサポート・ギタリストとしても知られ、2006年より、メンバーの脱退により大友康平1人となったHOUND DOGのサポートを務める。

## 人物
低音の声色で、一見クールで難しい印象に見えるが、実はすごく明るい性格だという。山田亘は葛城のことを「天真爛漫」と語っている。小室哲哉は出会った当初から、ギタープレイの器用さに一目置き「日本版レニー・クラヴィッツ」と称している。また宇都宮隆は葛城のことを「ロックの匂いがするギタリスト」と評価している。
T.Vでのデビュー前、テレビ番組で矢沢永吉に音楽活動をする上での心構えを相談している。
トーキング・モジュレーターを操るギタリストとしても知られ、TM NETWORKや宇都宮隆のライブでも度々披露しているほか、幼い頃に習っていたヴァイオリン演奏は、渡辺美里や宇都宮隆のライブでも披露している。ギター演奏以外にも、数多くのミュージシャンのレコーディングやライブでコーラスを担当している。
大のフォークソング嫌い。TM NETWORKの木根尚登は大のフォークソング好きだが、フォークソングに関する話題に葛城は一切乗ってこなかったという。甲斐よしひろと親交があり、自身のソロデビューアルバムでは甲斐が作詞・作曲で1曲提供している。
学生時代はサッカー選手だったことから、サッカーにも造詣が深く、FM NACK5のサッカー中継ではコメンテーターを担当。1999年6月26日、国立競技場で行われた「シドニー五輪アジア地区1次予選<日本vsネパール>戦」では君が代を独唱した。また、浦和レッドダイヤモンズの山田暢久のウェブサイトにコラムを連載したり、以前は木根尚登のサッカーチームにも所属していた。
ギタリスト以外の活動としては、インターネットラジオMUMIXにおいて「KG ONLINE」（旧リアルロックスヘッドライン）のDJを務めたり、自身のサイトでは一般向けにブログを開始。会員用には、ライブツアー中の様子や秘密の情報公開中。
休日は、インラインスケートやテレビゲームなどを嗜む。典型的な文武両道タイプで、TM NETWORKからは「うんちく王」とされている。カレーが大好物。かなりの下戸だったが、宇都宮隆に鍛えられ、缶ビールは1本程度なら飲めるようになったとのこと。
右足でタッピングを行う、ライトハンド奏法ならぬ「ライトアンヨ奏法」という得意技があり、かつてはライブで度々披露していた。T.V.時代のライブをみた西川貴教がそのプレイに惚れ込んだといわれている。
「正統派ハードロックからは物足りず、ポップス派にはやかましい俺のスタイルがTMN・TMRにはピッタリだったのかもしれんのよ。」と述べている。

## エピソード
TMNのRHYTHM REDツアーから、松本孝弘に代わってサポート・ギタリストとなったが、小室が最初に声をかけたギタリストは、葛城と古くから親交があり赤羽楽団で共演した、是永巧一であった。しかし、是永がスケジュールの都合で断念せざるを得なかったため、葛城を紹介したという。葛城と是永はお互い認め合う仲であり、宇都宮隆のソロプロジェクト『T.UTU with The BAND』でもツインギターとして揃って参加しているほか、葛城のソロツアーにも是永が参加している。
葛城はT.V.時代は打ち込みには否定的だったため、TMNからの誘いに対し正直驚いたというが、RHYTHM REDのコンセプトを聞き参加を承諾した。その後小室哲哉や共にTMNのツアーに参加した浅倉大介とのセッションを通して、考えが変わったという。ちなみに葛城と浅倉の初対面の日、葛城は浅倉に対し「電脳小僧」という、どちらかというと好意的な印象でいたが、浅倉に「ギターの音うるさい! 」（当時、浅倉はディストーションギターの音が苦手だった）と言われ、印象は最悪になった。だが、何度か仕事を一緒にして、負かしてやろうとするうちに、いつの間にか浅倉がギターを弾けるようになり、今では仲良しになった。その縁もありaccessのアルバムのレコーディングには2007年まで欠かさずに参加していた他、浅倉の作品にはほとんど参加していた。
葛城のソロデビューは、TMNのEXPOツアー後に小室哲哉プロデュースで実現するはずだったが、諸事情により中止となった。しかし1994年の5thシングル「SEARCHIN'」は小室がプロデュースしている。渡辺美里は、TMNのRHYTHM REDのライブを鑑賞した際、葛城のプレイを絶賛し、レコーディングやツアーに誘ったという。
2013年7月20・21日にさいたまスーパーアリーナで行われたTM NETWORKのコンサート『TM NETWORK FINAL MISSION -START investigation-』にサポートギタリストとして参加。当初は5月開催予定だったが、宇都宮の体調不良により延期したため延期後の開催日が自身のソロライブと重なり、そちらをキャンセルした。

## 経歴
- 1986年 - T.V.（後にTV-WILDINGSと改名）のギタリストとして、ポリスターよりメジャー・デビュー。
- 1989年 - TV-WILDINGS解散。
- 1990年 - TMNの「RHYTHM RED」のレコーディング、ツアーに参加。山羊智詞&赤羽楽団にオリジナルメンバーとして参加。
- 1991年 - 小室哲哉のソロイベント、TMNのアルバム「EXPO」のレコーディング・ツアーに参加。EXPOツアーの中では唯一一つの楽器を極める。渡辺美里、観月ありさのレコーディングにも参加。
- 1992年 - 渡辺美里のツアーに参加。宇都宮隆のソロ・プロジェクト「T.UTU with The Band」にギタリストとして参加。木根尚登のレコーディングにも参加
- 1993年 - シングル「Bird In The Rain」でソロデビュー。ソロツアーも行う。accessのアルバム『FAST ACCESS』よりスタジオ・ミュージシャンとして参加、以降2007年までaccessのアルバムには皆勤した。
- 1994年 - TMN終了コンサート「4001 DAYS GROOVE」に参加。
- 1995年 - 木根尚登、浅倉大介と共にイベント"What Jam?"に参加。
- 1995年 - 葛城本人のプロデュースによるREALROX所属合計8アーティスト参加のイベントコンサート“R☆JAM”を開催。FM NACK5のサッカー中継番組にコメンテーターとして出演。
- 1997年 - 木根尚登のツアーに参加。BMGビクター(RCA)との契約を解除。
- 1998年 - NHK BSハイビジョン ワールドカップ'98フランス大会の中継に解説者として出演。
- 1999年 - 「シドニー五輪アジア地区1次予選<日本vsネパール>戦」の開会式で君が代を独唱。
- 1999年 - インディーズレーベル「BC RECORD」へ発表の場を移す。再結成したTM NETWORKのツアーに参加。宇都宮隆のツアーにも参加。
- 2001年 - 黒田倫弘のサポートを開始。
- 2003年 - エピックレコードジャパン25周年記念イベント「LIVE EPIC 25」にギターサポートとして参加。TM NETWORK Tribute LIVEにも参加。
- 2004年 - globeのツアーに参加。
- 2007年 - 宇都宮隆のディナーショーに『T.UTU with The BAND』のメンバーとして参加。
- 2013年 - TM NETWORKのコンサート『TM NETWORK FINAL MISSION -START investigation-』にサポートギタリストとして参加。
- 2016年-2017年 - 宇都宮隆のライブツアーに『T.UTU with The BAND』のメンバーとして参加[3]。

## ディスコグラフィ

### シングル
いずれもBMGビクター（RCAレーベル）から発売された。
|     | 発売日         | タイトル           | 楽曲制作                                            | 最高位 |
| --- | -------------- | ------------------ | --------------------------------------------------- | ------ |
| 1st | 1993年3月24日  | Bird In The Rain   | 作詞：田口俊 作曲：葛城哲哉 編曲：西平彰            | 48位   |
| 2nd | 1993年9月22日  | FROZEN ROSES       | 作詞：井上秋緒 作曲：葛城哲哉 編曲：西平彰          | 59位   |
| 3rd | 1994年2月23日  | LIVIN' IN THE CITY | 作詞：井上秋緒 作曲：葛城哲哉 編曲：西平彰          | 84位   |
| 4th | 1994年7月21日  | SUMMER NIGHT BLUES | 作詞：松井五郎 作曲：葛城哲哉 編曲：葛城哲哉&西平彰 | 90位   |
| 5th | 1994年10月21日 | SEARCHIN'          | 作詞：小室哲哉 作曲：小室哲哉 編曲：小室哲哉        | 77位   |
| 6th | 1995年7月21日  | BAD BREAK          | 作詞：葛城哲哉 作曲：葛城哲哉 編曲：葛城哲哉        | 91位   |
| 7th | 1995年9月21日  | Love Machine       | 作詞：葛城哲哉 作曲：葛城哲哉 編曲：葛城哲哉        | 78位   |

### アルバム
- DOUBLE DEALER ～KG-1～ - ソロデビューアルバム。BMGビクター(RCAレーベル)より発売(1993)
- AS YOU LIKE ～KG-2～ - セカンドアルバム。(1994)
- TRIPLE KOLLABORATION～KG-3～ - 小室哲哉提供の「SEARCHIN'」を含むサードアルバム(ミニアルバム)(1994)
- MACHINE HIP ～KG-4～ - T.V.時代のサウンドに一番近い4thアルバム(1995)
- MULTI QUEST～KG-5～ - 初のインストゥルメンタルでのアルバム。BMGビクター(RCA)からのリリースはこのアルバムが最後となった。(1996)
- COUCH PLAY～KG-VI～ - インディーズレーベル「BC RECORD」へ発表の場を移した6th(ミニアルバム)。J.S.バッハのシャコンヌも収録されている。(2000)
- Dribble～KG-VII～ - 7th(ミニアルバム)(2001)
- LA SIESTA KG-VIII - 8th(ミニアルバム)(2003)